# Горње Табориште (Слуњ)
Горње Табориште је насељено мјесто града Слуња, на Кордуну, Карловачка жупанија, Република Хрватска.

## Географија
Горње Табориште се налази око 2,5 км сјеверно од Слуња.

## Историја
Горње Табориште се од распада Југославије до августа 1995. године налазило у Републици Српској Крајини.

## Становништво
Према попису становништва из 2011. године, насеље Горње Табориште је имало 227 становника.
| Демографија | Демографија | Демографија |
| Година      | Становника  | Становника  |
| ----------- | ----------- | ----------- |
| 1981.       | 0           |             |
| 1991.       | 0           |             |
| 2001.       | 231         |             |
| 2011.       |             | 227         |